# Sponheim
Sponheim è un comune della Germania occidentale, appartenente al Circondario di Bad Kreuznach nella Renania-Palatinato.

## Storia

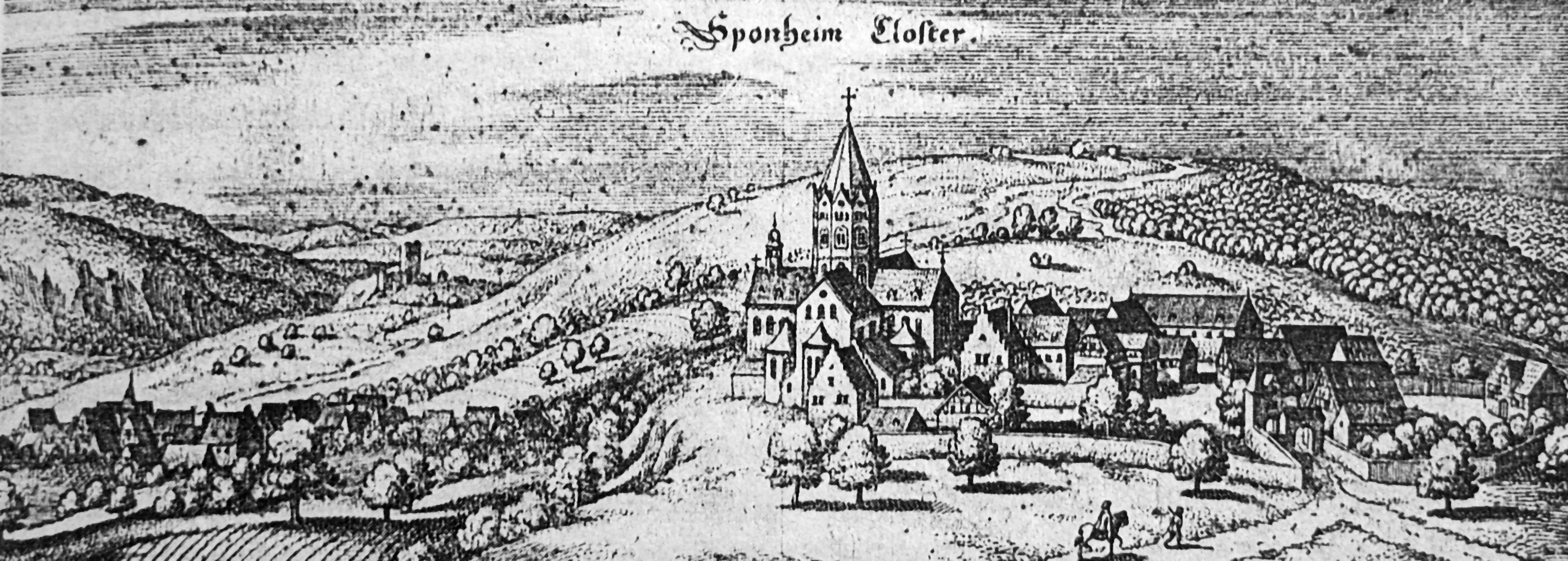
L'Abbazia di Sponheim, in un'incisione di Matthäus Merian (circa 1650)

Sponheim fu capitale della Contea di Sponheim. La località ospitava un'abbazia benedettina fondata nel 1101 da Stefano II, conte di Sponheim, in luogo non lontano dalla residenza del conte al Burg Sponheim.
Ne fu abate il celebre umanista Johannes Trithemius, che decise di fermarvisi dopo un evento occorsogli nel 1482: nel tragitto da casa all'università, l'allora giovane Tritemio fu sorpreso da una bufera di neve, dalla quale ebbe scampo grazie all'ospitalità dell'abbazia. Fermatosi in quel luogo, ne divenne abate l'anno dopo, il 1483, all'età di 21 anni.
Durante la sua reggenza, la biblioteca abbaziale incrementò in maniera consistente il proprio patrimonio bibliografico, che passò da circa 50 testi a oltre duemila. Tuttavia, il suo impegno non gli guadagnò elogi, e la sua reputazione di mago non ne migliorò il gradimento.
Divergenze crescenti con il convento lo indussero a rassegnare le dimissioni nel 1506. Nel maggio di quello stesso anno, presso la cittadina di Gelnhausen, Tritemio fu molto vicino a incontrarsi con Georgius Sabellicus, un mago e ciarlatano le cui apparizioni avrebbero contribuito alla formazione della leggenda del Dottor Faust.